# Монровија
Монровија (енгл. Monrovia) је град у западној Африци, главни и највећи град Либерије. По попису с краја 2004. године град има 939.524 становника.
Монровија се налази на полуострву између Атлантског океана и реке Месурадо, близу ушћа реке Сент Пол у Атлантик. 
У граду се налази Универзитет Либерије и један од највећих стадиона у Африци (капацитет 40.000 места). Аеродром је удаљен 60 km од града. Монровија се наводи као матична лука за 10-15% од све светске трговачке морнарице. 
Главна привредна активност у граду је везана за луку. Преко луке Монровија извозе се латекс и гвоздена руда. У граду се производе цемент и грађевински материјал, храна, и хемијски производи.

## Географија
Монровија лежи дуж полуострва Кејп Месурадо, између Атлантског океана и реке Месурадо, чије ушће чини велику природну луку. Река Сејнт Пол лежи директно северно од града и чини северну границу острва Бушрод, до које се долази преласком „Новог моста“ из центра Монровије. Монровија се налази у округу Монцерадо и највећи је град Либерије и њен административни, комерцијални и финансијски центар.

### Клима
Према Кепеновој класификацији климе, Монровија има тропску монсунску климу (Am). То је највлажнија престоница на свету, са просечном годишњом количином падавина од 4.624 mm (182,0 in). Овај град има влажну и сушну сезону, али има падавина чак и током сушне сезоне. Температуре су прилично константне током целе године, у просеку око 26,4 °C (79,5 °F).
| Клима Ребертсовог међународног аеродрома, више од 50 источно од Монровије, Либерија | Клима Ребертсовог међународног аеродрома, више од 50 источно од Монровије, Либерија | Клима Ребертсовог међународног аеродрома, више од 50 источно од Монровије, Либерија | Клима Ребертсовог међународног аеродрома, више од 50 источно од Монровије, Либерија | Клима Ребертсовог међународног аеродрома, више од 50 источно од Монровије, Либерија | Клима Ребертсовог међународног аеродрома, више од 50 источно од Монровије, Либерија | Клима Ребертсовог међународног аеродрома, више од 50 источно од Монровије, Либерија | Клима Ребертсовог међународног аеродрома, више од 50 источно од Монровије, Либерија | Клима Ребертсовог међународног аеродрома, више од 50 источно од Монровије, Либерија | Клима Ребертсовог међународног аеродрома, више од 50 источно од Монровије, Либерија | Клима Ребертсовог међународног аеродрома, више од 50 источно од Монровије, Либерија | Клима Ребертсовог међународног аеродрома, више од 50 источно од Монровије, Либерија | Клима Ребертсовог међународног аеродрома, више од 50 источно од Монровије, Либерија | Клима Ребертсовог међународног аеродрома, више од 50 источно од Монровије, Либерија |
| Показатељ \ Месец                                                                   | .Јан.                                                                               | .Феб.                                                                               | .Мар.                                                                               | .Апр.                                                                               | .Мај.                                                                               | .Јун.                                                                               | .Јул.                                                                               | .Авг.                                                                               | .Сеп.                                                                               | .Окт.                                                                               | .Нов.                                                                               | .Дец.                                                                               | .Год.                                                                               |
| ----------------------------------------------------------------------------------- | ----------------------------------------------------------------------------------- | ----------------------------------------------------------------------------------- | ----------------------------------------------------------------------------------- | ----------------------------------------------------------------------------------- | ----------------------------------------------------------------------------------- | ----------------------------------------------------------------------------------- | ----------------------------------------------------------------------------------- | ----------------------------------------------------------------------------------- | ----------------------------------------------------------------------------------- | ----------------------------------------------------------------------------------- | ----------------------------------------------------------------------------------- | ----------------------------------------------------------------------------------- | ----------------------------------------------------------------------------------- |
| Апсолутни максимум, °C (°F)                                                         | 35,0 (95)                                                                           | 38,0 (100,4)                                                                        | 37,0 (98,6)                                                                         | 38,0 (100,4)                                                                        | 35,0 (95)                                                                           | 33,0 (91,4)                                                                         | 36,0 (96,8)                                                                         | 35,0 (95)                                                                           | 32,0 (89,6)                                                                         | 33,0 (91,4)                                                                         | 36,0 (96,8)                                                                         | 34,0 (93,2)                                                                         | 38 (100,4)                                                                          |
| Максимум, °C (°F)                                                                   | 31,8 (89,2)                                                                         | 32,0 (89,6)                                                                         | 31,8 (89,2)                                                                         | 31,5 (88,7)                                                                         | 30,5 (86,9)                                                                         | 28,3 (82,9)                                                                         | 27,2 (81)                                                                           | 26,8 (80,2)                                                                         | 27,7 (81,9)                                                                         | 29,4 (84,9)                                                                         | 30,3 (86,5)                                                                         | 30,0 (86)                                                                           | 29,8 (85,6)                                                                         |
| Просек, °C (°F)                                                                     | 26,2 (79,2)                                                                         | 27,1 (80,8)                                                                         | 27,6 (81,7)                                                                         | 27,8 (82)                                                                           | 27,4 (81,3)                                                                         | 26,0 (78,8)                                                                         | 25,1 (77,2)                                                                         | 24,9 (76,8)                                                                         | 25,4 (77,7)                                                                         | 26,1 (79)                                                                           | 26,7 (80,1)                                                                         | 26,4 (79,5)                                                                         | 26,4 (79,5)                                                                         |
| Минимум, °C (°F)                                                                    | 22,0 (71,6)                                                                         | 23,4 (74,1)                                                                         | 23,7 (74,7)                                                                         | 23,8 (74,8)                                                                         | 23,9 (75)                                                                           | 23,4 (74,1)                                                                         | 23,0 (73,4)                                                                         | 22,9 (73,2)                                                                         | 23,3 (73,9)                                                                         | 23,2 (73,8)                                                                         | 23,5 (74,3)                                                                         | 22,5 (72,5)                                                                         | 23,2 (73,8)                                                                         |
| Апсолутни минимум, °C (°F)                                                          | 15,0 (59)                                                                           | 18,0 (64,4)                                                                         | 18,0 (64,4)                                                                         | 21,0 (69,8)                                                                         | 20,0 (68)                                                                           | 20,0 (68)                                                                           | 20,0 (68)                                                                           | 20,0 (68)                                                                           | 17,0 (62,6)                                                                         | 20,0 (68)                                                                           | 20,0 (68)                                                                           | 16,0 (60,8)                                                                         | 15 (59)                                                                             |
| Количина кише, mm (in)                                                              | 51 (2,01)                                                                           | 71 (2,8)                                                                            | 120 (4,72)                                                                          | 154 (6,06)                                                                          | 442 (17,4)                                                                          | 958 (37,72)                                                                         | 797 (31,38)                                                                         | 354 (13,94)                                                                         | 720 (28,35)                                                                         | 598 (23,54)                                                                         | 237 (9,33)                                                                          | 122 (4,8)                                                                           | 4,624 (182,05)                                                                      |
| Дани са кишом                                                                       | 4                                                                                   | 3                                                                                   | 8                                                                                   | 12                                                                                  | 22                                                                                  | 24                                                                                  | 21                                                                                  | 17                                                                                  | 24                                                                                  | 22                                                                                  | 16                                                                                  | 9                                                                                   | 182                                                                                 |
| Релативна влажност, %                                                               | 78                                                                                  | 76                                                                                  | 77                                                                                  | 80                                                                                  | 79                                                                                  | 82                                                                                  | 83                                                                                  | 84                                                                                  | 86                                                                                  | 84                                                                                  | 80                                                                                  | 79                                                                                  | 80,7                                                                                |
| Сунчани сати — месечни просек                                                       | 158                                                                                 | 167                                                                                 | 198                                                                                 | 195                                                                                 | 155                                                                                 | 105                                                                                 | 84                                                                                  | 81                                                                                  | 96                                                                                  | 121                                                                                 | 147                                                                                 | 155                                                                                 | 1.662                                                                               |
| Извор #1: Deutscher Wetterdienst (average temperature and extremes only)            |                                                                                     |                                                                                     |                                                                                     |                                                                                     |                                                                                     |                                                                                     |                                                                                     |                                                                                     |                                                                                     |                                                                                     |                                                                                     |                                                                                     |                                                                                     |
| Извор #2: Danish Meteorological Institute                                           |                                                                                     |                                                                                     |                                                                                     |                                                                                     |                                                                                     |                                                                                     |                                                                                     |                                                                                     |                                                                                     |                                                                                     |                                                                                     |                                                                                     |                                                                                     |

## Историја
Пре 1816. подручје око рта Месурадо и ушћа реке Месурадо звало се Дукор. Дуго је био успостављен као раскрсница путева и место трговине и био је насељен рибарским, трговачким и пољопривредним заједницама различитих етничких група, укључујући Деј, Кру, Баса, Гола и Вај. Француски картограф и поробљивач Шевалије де Марше посетио је Дукор и Рт 1723. године, тамо водио послове и касније објавио мапу области.
Године 1816, са циљем да се успостави самодовољна колонија за еманциповане америчке робове, нешто што је већ било остварено у Фритауну, прва група афроамеричких досељеника стигла је у западну Африку из Сједињених Држава под покровитељством Америчког колонизационог друштва и уз подршку владе САД. Искрцали су на острво Шербро у данашњем Сијера Леону.
Дана 7. јануара 1822. године, брод је одвео ове насељенике на острво Дазое (сада звано Провиденс острво) на ушћу реке Месурадо. Касније су изашли на обалу на рту Месурадо и основали насеље које су назвали Христополис. Године 1824, град је преименован у Монровија по Џејмсу Монроу, тадашњем председнику Сједињених Држава. Монро је био истакнути присталица развоја града као места за пресељење раније поробљених црнаца из Сједињених Америчких Држава и Карипских острва, као алтернатива укидању институције ропства у Америци.
Године 1845, одржана је уставна конвенција у Монровији, на којој је сачињен документ који ће бити усвојен две године касније као устав нове независне и суверене Републике Либерије.
Почетком 20. века, 2.500 од 4.000 становника Монровије били су америчко-либеријци. Монровија је била подељена на два сектора: ужа Монровија и Крутаун. Монровија је била место где је живело америчко-либеријско становништво града; архитектонски стил њених зграда подсећао је на онај у јужним Сједињеним Државама. Крутаун је био насељен углавном етничким Круима, али и Басима, Гребосима и припадницима других етничких група. До 1926. године, етничке групе из унутрашњости Либерије почеле су да мигрирају у Монровију у потрази за послом. До 1937. године, популација Монровије је порасла на 10.000, а имала је 30 полицајаца.[
Организација афричког јединства је 1979. одржала своју конференцију у близини Монровије, а њоме је председавао тадашњи председник Либерије Вилијам Толберт. Током свог мандата, Толберт је побољшао јавно становање у Монровији и преполовио школарине на Универзитету Либерије. Године 1980, војни удар који је предводио Семјуел До збацио је Толбертову владу и погубио многе њене чланове. Толберт и многи други који су убијени сахрањени су у масовној гробници на гробљу Палм Гроув.
Први грађански рат у Либерији (1989. до 1997. године) и Други грађански рат у Либерији (1999. до 2003. године) озбиљно су оштетили многе зграде и скоро сву инфраструктуру у граду, посебно током опсаде Монровије. Било је великих битака између владиних снага Семјуела Доа и снага принца Џонсона 1990. године, као и током напада Националног патриотског фронта Либерије на град 1992. Током ратова, многа деца и омладина су била приморана да учествују у борбама и лишена школовања, а после су многи од њих остали без крова над главом.
Године 2002, Лима Гбови је организовала Масовну акцију Жене Либерије за мир, у оквиру које су се у Монровији локалне жене окупиле на рибљој пијаци да се моле и певају. Овај покрет је помогао да се оконча рат следеће године и да дође до избора Елен Џонсон Сирлиф за председницу Либерије, при чему је Либерија тиме постала прва афричка нација која је имала жену председника.
Године 2014, град је био погођен епидемијом еболе у Западној Африци. Епидемија вируса еболе у Либерији проглашена је окончаном 3. септембра 2015. године.

## Администрација и влада
Монровија се налази у дистрикту Шира Монровија у округу Монцерадо. Уместо да буде подељена на кланове попут других дистрикта Либерије, Шира Монровија је подељена на 16 „зона”. Као и кланови, ове зоне су подељене на 161 заједницу. Шира Монровија нема организовану администрацију округа као други окрузи, при чему су све локалне власти нижег нивоа директно надзиране од стране надзорника округа Монцерадо. Општински, дистрикт Шира Монровија је подељен на две градске корпорације и десет других локалних власти (девет општина и једна варош). Основана законом 1973. и оперативна од 1976. Градска корпорација Монровије (MCC) је одговорна за градску администрацију. MCC такође пружа услуге општинама и вариши путем аранжмана о подели прихода, али нема зонску или извршну надлежност у њима.
Бивши градоначелници укључују:
- В. Ф. Нелсон, 1870-е[37]
- К. Т. О. Кинг, 1880-их и служио је три мандата[38]
- Х. А. Вилијамс, 1890-е[39]
- Артур Баркли, 1892–1902[40]
- Габриел М. Џонсон, 1912–1913; 1920–1921[41][42]
- Томас Џ.Р. Фолкнер, 1914–1918[43]
- Нејтан К. Рос, 1956–1969[44]
- Елен А. Сандимани, 1970–1973[45]
- Офелија Хоф Сајтума, 2001–2009
- Мери Бро, фебруар 2009 – фебруар 2013
- Хенри Рид Купер, март 2013 – јул 2013
- Клара До-Мвого, март 2014 – јануар 2018
- Џеферсон Тамба Коије, јануар 2018 – јануар 2024

## Становништво
Загађење је значајан изазов у Монровији. Гомиле кућног и индустријског смећа имају тенденцију да се гомилају. Светска банка плаћа санитарним компанијама да их уклањају, али су чишћења нередовн.
Године 2013. проблем несакупљеног смећа у области Пејнсвил у Монровији постао је толико акутан да су трговци и становници спалили „огромне гомиле смећа које су изгледале на ивици пресецања главног пута“ од Монровије до Какате. Поплаве доносе додатне еколошке проблеме становницима: поплавна вода покупи отпад који је депонован у мочварама на ивици стамбених подручја и шири га унаоколо. У 2009. години, само једна трећина од 1,5 милиона становника Монровије је имала приступ чистим тоалетима. Они без адекватног тоалета врше нужду у уским уличицама између својих кућа, или на плажи, или у пластичне кесе које бацају на оближње гомиле смећа или у море.
Загушени стамбени простори, недостатак било каквог захтева да власници обезбеде функционалне тоалете и практично никакво урбанистичко планирање „се комбинују да би се створили смртоносни санитарни услови у престоници“.

## Партнерски градови
Монровија је побратимљена са:
- Тајпеј[49]
- Дејтон